# Bruno Langlois
Bruno Langlois (* 1. März 1979 in Rimouski) ist ein ehemaliger kanadischer Straßenradrennfahrer.

## Sportliche Karriere
Seit 1999 ist Bruno Langlois im Leistungsradsport aktiv, hatte aber seitdem nicht in jeder Saison einen Vertrag.
2008 wurde er kanadischer Vizemeister im Straßenrennen. 2016 errang er 37-jährig den Meistertitel nach einem Rennen mit Start und Ziel in Ottawa, bei dem wegen großer Hitze von 141 Startern nur 18 Fahrer das Ziel erreichten.
2019 erhielt Langlois einen Vertrag beim Brunei Continental Cycling Team, das daraufhin vom Weltradsportverband UCI von der Tour de Beauce verwiesen wurde, weil der Kader damit nach den Regeln einen Fahrer zu viel aufwies. Daraufhin endete das Engagement von Langlois bei diesem Team nach fünf Tagen. Anschließend beendete er seine aktive Radsportlaufbahn.

## Erfolge
2006
- Tobago Cycling Classic

2010
- eine Etappe Vuelta a la Independencia Nacional

2012
- zwei Etappen Vuelta a la Independencia Nacional
- eine Etappe Tour de Beauce
- eine Etappe Tour de la Guadeloupe
- zwei Etappen Tour of Rwanda

2015
- zwei Etappen Grand Prix Cycliste de Saguenay

2016
- Kanadischer Meister – Straßenrennen

2018
- eine Etappe Tour de la Guadeloupe

## Teams
- 1999 Jet Fuel Coffee-Vitasoy
- 2005 Jittery Joe's-Kalahari
- 2006 AEG Toshiba-Jetnetwork
- 2007 Équipe Valée de l’Aluminium de Vinci
- 2009 Planet Energy
- 2010 SpiderTech-Planet Energy
- 2011 Team SpiderTech-C10
- 2012 1 % por el Planeta / Garneau-Québécor-Norton Rose
- 2013 Équipe Garneau-Québecor
- 2014 5-Hour Energy
- 2015 Garneau-Québecor
- 2016 Garneau-Québecor
- 2017 Garneau-Québecor
- 2019 Brunei Continental Cycling Team (19. bis 23. Juni)